# Беспалов, Александр Иванович
Александр Иванович Беспалов (23 октября 1923, Сеславское, Владимирская губерния — 24 ноября 2004, Чернигов) — полковник Советской Армии, участник Великой Отечественной войны, Герой Советского Союза (1945).

## Биография
Александр Беспалов родился 23 октября 1923 года в селе Сеславское (ныне — в Суздальском районе Владимирской области) в крестьянской семье. В 1938 году окончил неполную среднюю школу во Владимире, поступил учеником художника в клуб железнодорожников. В 1939—1940 годах работал художником. С октября 1940 года работал на заводе контролёром ОТК. В ноябре 1941 года Беспалов был призван на службу в Рабоче-крестьянскую Красную Армию.
С февраля 1943 года — на фронтах Великой Отечественной войны. Участвовал в освобождении Смоленской области, Дорогобужа, Рославля, прорыве линии вражеской обороны на реке Проня. Во время последней операции, форсировав реку и прорвавшись во вражескую траншею, гранатой уничтожил пулемёт, офицера и девять солдат, а также взял троих солдат в плен. За отличие в этом бою был награждён орденом Славы 3-й степени. Участвовал в боях за освобождение Польши. Летом 1944 года в ходе боёв за Белосток Беспалов вместе с группой бойцов попал в окружение на высоте. В течение десяти часов бойцы отбивали вражеские контратаки. Во время четвёртой по счёту контратки лично уничтожил два САУ «Фердинанд». В августе-декабре 1944 года учился на курсах младших лейтенантов. Вернулся на фронт, когда бои шли в Восточной Пруссии. Отличился во время штурма Кёнигсберга. К тому времени младший лейтенант Александр Беспалов был комсоргом батальона 578-го стрелкового полка 208-й стрелковой дивизии 50-й армии 3-го Белорусского фронта.
Во время боёв за Кёнигсберг Беспалов всегда находился в передовых частях, на подступах к городу уничтожил несколько десятков немецких солдат, взял в плен офицера.
Указом Президиума Верховного Совета СССР от 29 июня 1945 года за «образцовое выполнение заданий командования и проявленные мужество и героизм в боях с немецко-фашистскими захватчиками» гвардии младший лейтенант Александр Беспалов был удостоен высокого звания Героя Советского Союза с вручением ордена Ленина и медали «Золотая Звезда» за номером 6174.
После окончания войны Беспалов продолжил службу в Советской Армии. В 1970 году он заочно окончил Киевский государственный университет. В 1975 году в звании полковника Беспалов был уволен в запас. Проживал в Чернигове, в течение 17 лет возглавлял местный областной совет ветеранов. В 2000 году ему было присвоено звание генерал-майора.
Умер 24 ноября 2004 года, похоронен на черниговском Яцевском кладбище.
Был также награждён орденом Отечественной войны 1-й степени, двумя орденами Красной Звезды, орденом Славы 3-й степени, рядом медалей, а также двумя украинскими орденами «За заслуги». В память о Беспалове на доме, где он проживал в Чернигове, установлена мемориальная доска. Также в Чернигове именем Героя в период 2007—2016 года именовалась улица. В мае 2010 года на мемориале на Площади Победы во Владимире была установлена стела с барельефом Беспалова.